# Sara Skyttedal
Sara Magdalena Skyttedal, née le 6 août 1986 à Tyresö, est une femme politique suédoise.
Membre des Chrétiens-démocrates, elle siège au Parlement européen depuis 2019. 